# Puan chechehet
Espèce
Puan chechehet est une espèce d'araignées aranéomorphes de la famille des Oonopidae.

## Distribution
Cette espèce est endémique de la province de Buenos Aires en Argentine,. Elle se rencontre dans le parc provincial Ernesto Tornquist à 525 m d'altitude dans les monts Puan.

## Description
Le mâle holotype mesure 3,03 mm et la femelle paratype 3,49 mm.

## Étymologie
Son nom d'espèce lui a été donné en référence aux habitants du lieu de sa découverte, les chechehet.

## Publication originale
- Izquierdo, Ferretti & Pompozzi, 2012 : On Puan, a new genus of goblin spiders from Argentina (Araneae, Dysderoidea, Oonopidae). American Museum Novitates, no 3757, p. 1-22 (texte intégral).